# Vismirnovita
La vismirnovita és un mineral de la classe dels òxids, que pertany al grup de la schoenfliesita. Va ser anomenada en honor de Vladimir Ivanovich Smirnov (1910–1988), investigador pioner en dipòsits d'estany a l'Àsia central.

## Característiques
La vismirnovita és un hidròxid de fórmula química ZnSn(OH)₆. Cristal·litza en el sistema isomètric. La seva duresa a l'escala de Mohs és 4.
Segons la classificació de Nickel-Strunz, la vismirnovita pertany a «04.FC: Hidròxids (sense V o U), amb OH, sense H₂O; octaedres que comparteixen angles» juntament amb els següents minerals: bernalita, dzhalindita, söhngeïta, burtita, mushistonita, natanita, schoenfliesita, wickmanita, jeanbandyita, mopungita, stottita, tetrawickmanita, ferronigerita-2N1S, magnesionigerita-6N6S, magnesionigerita-2N1S, ferronigerita-6N6S, zinconigerita-2N1S, zinconigerita-6N6S, magnesiotaaffeïta-6N'3S i magnesiotaaffeïa-2N'2S.

## Formació i jaciments
La vismirnovita es forma per l'oxidació primerenca de sulfur d'estany en dipòsits minerals d'estany.
Aquesta espècie va ser descrita gràcies a exemplars trobats a dos indrets diferents: el dipòsit d'estany Trudovoe, a Inyl'chek (Província d'Issik Kul, Kirguizstan) i el dipòsit Mushiston, a la vall de Kaznok (Zarafxan, Província de Sughd, Tadjikistan). Posteriorment també ha estat descrita a dos indrets de la Xina.
Sol trobar-se associada a altres minerals com: estannita, natanita, malaquita, atzurita i goetita.